# SN 2007cc
SN 2007cc – supernowa typu Ia odkryta 27 kwietnia 2007 roku w galaktyce E578-G26. W momencie odkrycia miała maksymalną jasność 15,90m.